# اسلیپی کریک (ویرجینیای غربی)
اسلیپی کریک (به انگلیسی: Sleepy Creek) یک منطقهٔ مسکونی در ایالات متحده آمریکا است که در شهرستان مورگان، ویرجینیای غربی واقع شده‌است.